# 鲁攻杞之战
鲁攻杞之战，是指在春秋早期鲁国、杞国的戰争。
前710年（周桓王十年、鲁桓公二年），七月，杞国国君杞武公到鲁国（今山东省曲阜市）朝见，态度不够恭敬。杞侯（杞武公）回国，鲁桓公就策划讨伐他。九月，鲁国攻入杞国（今山东省安丘县东北），为了讨伐杞侯的不恭敬。